# Bill Medley
William Thomas «Bill» Medley (Los Ángeles, 19 de septiembre de 1940) es un cantante y compositor estadounidense que ha compuesto varios éxitos a lo largo de su carrera. Fue miembro del grupo musical The Righteous Brothers en los 60.

## Biografía
Nació en Los Ángeles y se crio en el Condado de Orange, Santa Ana, en el seno de una familia de músicos, su padre dirigió una big band y tocaba saxofón y su madre tocaba el piano y cantaba. Medley, que desde niño sintió pasión por la música, se presentó a varios concursos de canto aficionado durante su juventud, pero no fue hasta que escuchó la música de Ray Charles cuando decidió ganarse la vida con ella. "Cuando escuché a Ray Charles, no fue tanto que quería hacerlo," reflexionó. "Era que necesitaba hacer eso".
Medley aprendió solo a tocar el piano, lo que le condujo a escribir canciones. Conoció a su compañero Bobby Hatfield cuando ambos fueron emparejados por el saxofonista John Wimber , que más tarde pasó a fundar el movimiento Vineyard Church, en una banda llamada The Paramours y comenzaron a cantar a dúo en 1962 ya como The Righteous Brothers. Juntos grabarían sencillos de enorme éxito como " You've Lost That Lovin' Feelin'" o "Unchained Melody".
Su asociación duró cuatro décadas, aunque Medley desarrolló una carrera en solitario al margen del dúo. The Righteous Brothers se separaron a finales de los años 60 durante seis años para volver de nuevo en 1974. Sin embargo en 1976, tras la muerte de su esposa, Bill Medley se retiró de la música para criar a su hijo, haciendo apariciones en algún momento como solista en los primeros años ochenta. Demostró su versatilidad al unir fuerzas con, Jennifer Warnes, cantando el tema principal de la película "Dirty Dancing" (1987), "(I've Had) The Time of My Life" con el que ganó un Grammy a la mejor interpretación vocal a dúo, un Oscar a la mejor canción original y un Globo de oro.
Medley también ha realizado duetos públicamente de vez en cuando con su hija, McKenna, que tiene su propio espectáculo en Las Vegas. Pero, tras la muerte de Hatfield en 2003, Medley no tiene ningún plan para encontrar a otro compañero de canto permanente. En su lugar, Medley espera emprender una vez más por su cuenta, con la etapa de servir como red de seguridad de la que es todavía capaz de realizar una conexión-con los aficionados que siguen para adorar Righteous Brothers tanto bajo potente de Medley, sino también con su propia pasión por la música. No es que su Don raro lo hace diferente de las personas que habitan la audiencia. "Mis amigos que veo todos los días son chicos con que me fui a la secundaria y preparatoria", señala. "Sólo ha mantenido me muy, muy sensato. Por lo que cuando salgo en el escenario para realizar, me siento realmente como yo soy uno de los fanáticos. Entiendo cómo se sienten"

## Discografía

### Solista
| Año  | Álbum                     | Posición | Posición   | Discográfica   |
| Año  | Álbum                     | US       | US Country | Discográfica   |
| ---- | ------------------------- | -------- | ---------- | -------------- |
| 1968 | Bill Medley 100%          | 188      |            | MGM Records    |
| 1969 | Soft and Soulful          | 152      |            | MGM Records    |
| 1978 | Lay a Little Lovin' on Me |          |            | United Artists |
| 1980 | Sweet Thunder             |          |            | United Artists |
| 1982 | Right Here and Now        |          |            | Planet         |
| 1984 | I Still Do                |          | 58         | RCA Records    |
| 1985 | Still Hung Up on You      |          |            | RCA Records    |
| 1988 | The Best of Bill Medley   |          |            | MCA Records    |

## Sencillos
| Año                                     | Sencillo                                                                         | Posiciones en Listas | Posiciones en Listas | Posiciones en Listas | Posiciones en Listas | Posiciones en Listas | Posiciones en Listas | Álbum                     |
| Año                                     | Sencillo                                                                         | US Country           | US                   | US AC                | CAN Country          | CAN                  | CAN AC               | Álbum                     |
| --------------------------------------- | -------------------------------------------------------------------------------- | -------------------- | -------------------- | -------------------- | -------------------- | -------------------- | -------------------- | ------------------------- |
| 1968                                    | "I Can't Make It Alone"                                                          | —                    | 95                   | —                    | —                    | 63                   | —                    | Bill Medley 100%          |
| 1968                                    | "Brown Eyed Woman"                                                               | —                    | 43                   | —                    | —                    | 36                   | —                    | Bill Medley 100%          |
| 1968                                    | "Peace Brother Peace"                                                            | —                    | 48                   | —                    | —                    | 46                   | —                    | Soft and Soulful          |
| 1979                                    | "Statue of a Fool"                                                               | 91                   | —                    | —                    | —                    | —                    | —                    | Lay a Little Lovin' on Me |
| 1981                                    | "Don't Know Much"                                                                | —                    | 88                   | —                    | —                    | —                    | —                    | Sweet Thunder             |
| 1982                                    | "Right Here and Now"                                                             | —                    | 58                   | 31                   | —                    | —                    | —                    | Right Here and Now        |
| 1984                                    | "Til Your Memory's Gone"                                                         | 28                   | —                    | —                    | 20                   | —                    | —                    | I Still Do                |
| 1984                                    | "I Still Do"                                                                     | 17                   | —                    | 25                   | 22                   | —                    | —                    | I Still Do                |
| 1984                                    | "I've Always Got the Heart to Sing the Blues"                                    | 26                   | —                    | —                    | 41                   | —                    | —                    | I Still Do                |
| 1985                                    | "Is There Anything I Can Do"                                                     | 47                   | —                    | —                    | 46                   | —                    | —                    | Still Hung Up on You      |
| 1985                                    | "Women in Love"                                                                  | 55                   | —                    | —                    | —                    | —                    | —                    | Still Hung Up on You      |
| 1987                                    | "(I've Had) The Time of My Life" (featuring Jennifer Warnes) BSO (Dirty Dancing) | —                    | 1                    | 1                    | —                    | 1                    | 3                    | The Best of Bill Medley   |
| "—" denotes releases that did not chart |                                                                                  |                      |                      |                      |                      |                      |                      |                           |